# Pierrefort
Pierrefort é uma comuna francesa na região administrativa de Auvérnia-Ródano-Alpes, no departamento de Cantal. Estende-se por uma área de 24,8 km². Em 2010 a comuna tinha 909 habitantes (densidade: 36,7 hab./km²).